# جورجيا شابمان
جورجيا شابمان (بالإنجليزية: Georgia Chapman)‏ (12 فبراير 1987 بألبوري في أستراليا - ) هي لاعبة كرة قدم أسترالية في مركز الوسط. لعبت مع Adelaide United FC (women) ‏ وBrisbane Roar FC (women) ‏ وRedlands United FC ‏.

## وصلات خارجية
- جورجيا شابمان على موقع قاعدة بيانات كرة القدم.إي يو (الإنجليزية)